# Bellville (Texas)
Bellville város az USA Texas államában. Lakosainak száma 4206 fő (2020. április 1.).

## Népesség
A település népességének változása:

| 2010 | 4 097 |
| 2020 | 4 206 |